# Жутово 1-е
Жутово 1-е — село в Октябрьском районе Волгоградской области России, административный центр Ковалёвского сельского поселения.

## История
Дата основания не установлена. Впервые обозначен на карте Российской империи 1816 года как хутор Жутов. Хутор относился к юрту станицы Кобылянской Второго Донского округа области войска Донского.  Согласно Списку населённых мест Земли Войска Донского в 1859 году в хуторе имелось 17 дворов, проживало 28 душ мужского и 29 женского пола.
Согласно Списку населённых мест области Войска Донского в 1873 году в хуторе Жутов имелось 27 дворов и проживало 113 душ мужского и 119 женского пола. Согласно переписи населения 1897 года в хуторе Жутков проживало 160 душ мужского и 181 женского пола
Согласно Алфавитному списку населённых мест Области Войска Донского 1915 года в хуторе Жутовском станицы Кобылянской имелось 53 двора, проживало 182 души мужского и 176 женского пола.
По состоянию на 1936 год административный центр 1-го Жутовского сельсовета Ворошиловского района Сталинградской области. С 1954 года - административный центр Ковалёвского сельсовета.

## География
Село расположено в степной зоне на северо-западе Ергенинской возвышенности, относящейся к Восточно-Европейской равнине, на правом берегу реки Аксай, на высоте около 50 метров над уровнем моря. Рельеф местности холмисто-равнинный, осложнён балками и оврагами. Почвы - каштановые солонцеватые и солончаковые.
По автомобильным дорогам расстояние до областного центра города Волгограда составляет 140 км, до районного центра посёлка Октябрьский - 15 км. 
Климат
Климат умеренный континентальный с жарким летом и малоснежной, иногда с большими холодами, зимой. Согласно классификации климатов Кёппена климат характеризуется как влажный континентальный (индекс Dfa). Температура воздуха имеет резко выраженный годовой ход. Среднегодовая температура положительная и составляет + 8,7 °С, средняя температура января -6,6 °С, июля +24,1 °С. Расчётная многолетняя норма осадков - 369 мм, наибольшее количество осадков выпадает в декабре (38 мм) и июне (по 39 мм), наименьшее в феврале, марте (по 24 мм) и октябре (23 мм). 
Часовой пояс
Жутово 1-е, как и вся Волгоградская область, находится в часовой зоне МСК (московское время). Смещение применяемого времени относительно UTC составляет +3:00.

## Население
Динамика численности населения
| 1859 | 1873 | 1897 | 1915 | 2002 |
| ---- | ---- | ---- | ---- | ---- |
| 57   | 232  | 341  | 358  | 635  |

| 2010 |
| ---- |
| 566  |